# Trzebów (gromada)
Trzebów – dawna gromada, czyli najmniejsza jednostka podziału terytorialnego Polskiej Rzeczypospolitej Ludowej w latach 1954–1972.
Gromady, z gromadzkimi radami narodowymi (GRN) jako organami władzy najniższego stopnia na wsi, funkcjonowały od reformy reorganizującej administrację wiejską przeprowadzonej jesienią 1954 do momentu ich zniesienia z dniem 1 stycznia 1973, tym samym wypierając organizację gminną w latach 1954–1972.
Gromadę Trzebów z siedzibą GRN w Trzebowie utworzono – jako jedną z 8759 gromad na obszarze Polski – w powiecie sulęcińskim w woj. zielonogórskim na mocy uchwały nr V/24/54 WRN w Zielonej Górze z dnia 5 października 1954. W skład jednostki weszły obszary dotychczasowych gromad: Trzebów ze zniesionej gminy Sulęcin i Muszków ze zniesionej gminy Krzeszyce w tymże powiecie oraz obszar dotychczasowej gromady Radachów ze zniesionej gminy Ośno Lubuskie w powiecie rzepińskim w tymże województwie. Dla gromady ustalono 12 członków gromadzkiej rady narodowej.
1 stycznia 1958 gromadę zniesiono, a jej obszar włączono do nowo utworzonej gromady Sulęcin w tymże powiecie.